# Rhytidoponera victoriae
Rhytidoponera victoriae är en myrart som först beskrevs av Andre 1896.  Rhytidoponera victoriae ingår i släktet Rhytidoponera och familjen myror. Inga underarter finns listade i Catalogue of Life.